# نهائي كأس إيطاليا 1943
نهائي كأس إيطاليا 1943 هي المباراة النهائية من منافسة كأس إيطاليا 1942–43، أقيمت المباراة في 30 مايو 1943، في ملعب جوزيبي مياتسا، بين فريقي نادي تورينو، ونادي فينيزيا، وفاز فيها نادي تورينو، بعد أن هزم نادي فينيزيا، بنتيجة 4 - 0، وكان حكم المباراة Giuseppe Zelocchi ‏.

## تفاصيل المباراة
لعبت المباراة النهائية في 30 مايو 1943.
| نادي تورينو                                                           | 4 -0 | نادي فينيزيا |
| --------------------------------------------------------------------- | ---- | ------------ |
| No ID 22 ' · بييترو فيراريس 46 ' · No ID 48 ' · فالانتينو مازولا 52 ' |      |              |